# 英語学

公用語が英語で、母語も英語である割合が最も高い地域
公用語が英語であるが、母語は英語以外である割合が最も高い地域

英語学（えいごがく）とは、言語学の一分野で、現代言語誌の方法論に基づき英語が持つ特徴等を理論的に記述する学問のことである。
なお英語教育は通常は英語学の範囲には含めない。

## 英語の特徴
- 本来、英語が属するゲルマン語派は屈折語であるが、英語に限っては孤立語の特徴が顕著に現れるようになった（分析的言語(Analytic language) ）。その結果として、活用体系が崩れ、接置詞が発達した。
- ゲルマン語系語彙の使用頻度が高いが、ラテン語・フランス語などの影響を受け、ロマンス諸語系の語彙も多く用いられ、それらの複合語 (Compound)および派生 (Derivation) が広く浸透している。
  - この影響により、ゲルマン語系でありながら"c"が /ts/ ではなく、/k/ または /s/ で発音される（car、centerなど多数）。

### 綴り字
- 綴り字と発音との対応関係には主要な規則以外の多種の規則が見られる。また規則から外れたものも少なくない。（フォニックス、大母音推移なども参照）
  - 例えば、"ou"の場合、
    - "mouse" /maʊs/  聞く[ヘルプ/ファイル]（主規則に則っている）
    - "rough" /ɹʌf/  聞く[ヘルプ/ファイル]
    - "soul" /səʊl/ (英)、/soʊl/  聞く[ヘルプ/ファイル] (米)
    - "cough" /kɔːf/  聞く[ヘルプ/ファイル]
    - "loupe" /luːp/  聞く[ヘルプ/ファイル]

  - 例えば、"ur"の場合、
    - hurt /hɜrt/（主規則に則っている）
    - bury /beri/

## 音声・音韻学

### 発音
- イギリスでは容認発音 (Received Pronunciation)や河口域英語 、アメリカでは一般米語 (General American) が標準発音とされている。
  - 例えばtow [toʊ]と類音で表記される場合でも、実際には、容認発音では[təʊ̯]、一般米語では[toʊ̯]などと発音に多少の差がある（→International Phonetic Alphabet chart for English dialects）。なお本稿ではIPA発音表記を用いている。
- 以下のような音韻的現象が生じる[1]。そうでない場合には英語母語話者が聞くと違和感を覚えることも多いが、コミュニケーションには大きな支障をきたさないとされる。
  - sの直後でない強勢の直前の無声音の帯気がある。（例：teeのt、timeのt）
  - 合成語を除き、sの直後に来る語尾でない無声破裂音が無気音になる。（例：stayのt。ただし、合成語であるdistasteのtは有気音）
  - 円唇母音の前の子音が円唇化する。（例：doのd）
  - 鼻音の前の母音は鼻音化する。（例：canのa）
  - 語末の子音が開放を失う（内破音になる）ことがある。（例：patのt）

### 子音
英語の子音のIPA表は以下のようになる。
|              | 両唇音 | 両唇軟口蓋音 | 唇歯音 | 歯音 | 歯茎音 | 後部歯茎音 | 硬口蓋音 | 軟口蓋音 | 声門音 | 声門音 |
| ------------ | ------ | ------------ | ------ | ---- | ------ | ---------- | -------- | -------- | ------ | ------ |
| 破裂音       | p b    |              |        |      | t d    |            |          | k ɡ      |        |        |
| 破擦音＋他音 |        |              |        |      |        | tʃ dʒ      |          |          |        |        |
| 鼻音         | m      |              |        |      | n      |            |          | ŋ        |        |        |
| 摩擦音       |        |              | f v    | θ ð  | s z    | ʃ ʒ        |          |          | h      |        |
| 接近音       |        | ʍ w          |        |      | ɹ      |            | j        |          |        |        |
| 側面接近音   |        |              |        |      | l      |            |          |          |        |        |

- 音素ではない破擦音: /ts/, /dz/
- r の発音（国際音声記号の /ɹ/）は、英語学の慣習上の発音記号は /r/ と表記される。
- sh および -tion などの発音で /ʃ/ が用いられる（例： deglutition）。
- j, g の発音で /dʒ/ が用いられる。
- s の一部の発音で /ʒ/[2] が用いられる（例： pleasure, precision, visual）。
- wh の発音は現代はほぼ /w/ が用いられる[3]（なお who/whoo では /h/）。
- qu + 母音、gu + 母音（アクセントのない場合）の u は /w/ と発音される（例：sequence）。
- 有声歯茎側面接近音/l/には、他の言語にもみられるように、クリアL（明るいL、clear L）とダークL（暗いL、dark L）との区別がある。ダークLは、前者が軟口蓋化したものである[4]。書き分ける場合、前者は/l/、後者は/ɫ/で表記される。ダークLは、特に米語では顕著である。

### 母音
英語の母音三角形は以下のようになる（国際音声記号）。左右の区別は、左が非円唇母音、右が円唇母音。
|      | 前舌 |   | 中舌 |   | 後舌 |
| ---- | ---- | - | ---- | - | ---- |
| 狭   | i    |   |      |   | u    |
|      |      | ɪ |      | ʊ |      |
| 半狭 | e    |   |      |   | o    |
|      |      |   | ə    |   |      |
| 半広 | ɛ    |   | ɜ    |   | ʌ ɔ  |
|      | æ    |   | (ɐ)  |   |      |
| 広   | a    |   | (ä)  |   | ɑ ɒ  |

- 上記の表中のうち、英語学の慣習では、/ɜ/ の音は /ʌ/（例： but /bʌt/）、/äː / は /ɑː /（例： father /fɑː ðə(r)/）と表記される。非円唇前舌狭めの広母音 /æ/  聞く[ヘルプ/ファイル]も多用される[5]。
- 英語で /ʌ/ 聞く[ヘルプ/ファイル] だった発音は現代では実際にはほぼ曖昧母音の /ɜ/ 聞く[ヘルプ/ファイル] または /ɐ/ 聞く[ヘルプ/ファイル] に変化している[6]。短母音の /ɔ/ は現代では、イギリスではほぼ /ɒ/ に（北米では /ɑ/ に）変化している[7]。
- 二重母音・三重母音があり、母音音素が複数集まって1つの音素として識別される。
  - 二重母音 /eɪ/, /əʊ/, /aɪ/, /aʊ/, /ɔɪ/, /ɪə/, /eə/, /ʊə/
  - 三重母音 /ɔɪə/, /aɪə/, /aʊə/, (/eɪə/, /əʊə/)

- ゲルマン語系由来の「母音の長さ」すなわち長母音[8]（long vowels）と短母音（short vowels）と呼ばれる母音の区別の概念および規則をもち、現代英語における発音上の区別は[9]、通常の音声学および多くの言語（日本語を含む）とは大きく異なっている。
  - 英語話者は通常の音声学でいう母音の長さ（長音記号 /ː /）の区別を強くは意識しない[10]。ただし日常的に見られる音声学でいう長母音には /iː /, /uː /, /ɔː / などがある。
    - また北米では、以前は /ɑː / だった母音が /æ/ と発音される単語例も多く（語尾を除く）、また短母音だった /ɔ/ が /ɔː / に近く発音される例も多い。

  - 長母音・短母音の規則は、基本的にはその母音の後に開音節が続くか閉音節が続くかによって、どちらかへ決まる[11]。この規則は綴り字上も区別可能の場合が多く、また閉音節であってもその後ろの子音字が後に黙字の e を追加し[12]、長母音へ変更することを示す。
    - 長母音・短母音は一定の条件の下で転換可能である。例えば、
      - direction（長短どちらでも発音される）
      - bathe（動詞） ↔ bath（名詞）
      - hide（不定形） ↔ hid（過去形）

- 現代英語における「母音の長短」の認識の区別は以下の表に示された音の区別を指す。発音記号は類音（en:Help:IPA_for_English）を表記している。
  - ただしこの中で、/ɒr/, /ɔr/, /ɔər/ の間の発音の差は小さく、区別が必要になることはほぼない。

| 文字            | a     | e     | i      | o     | u      | oo    |
| 短音で発音      | /æ/   | /ɛ/   | /ɪ/    | /ɒ/   | /ʌ/    | /ʊ/   |
| 短音 + r で発音 | /ær/  | /ɛr/  | /ɪr/   | /ɒr/  | /ʌr/   | /ʊr/  |
| 長音で発音      | /eɪ/  | /iː / | /aɪ/   | /oʊ/  | /juː / | /uː / |
| 長音 + r で発音 | /ɛər/ | /ɪər/ | /aɪər/ | /ɔər/ | /jʊər/ | /ʊər/ |

- 長母音のみ存在する（または長短の2別がない）母音は、

| 文字            | a     | au    | ou     | oi     |
| 長音で発音      | /ɑː / | /ɔː / | /aʊ/   | /ɔɪ/   |
| 長音 + r で発音 | /ɑr/  | /ɔr/  | /aʊər/ | /ɔɪər/ |

- 短母音 u /ʌ/, ur /ʌr/ の発音の多くは現代では /ɜ/, /ɜr/ と発音される（または /ɐ/, /ɐr/) 。また短母音 + r が /ɜr/ と発音される単語がある（term, bird, attorney など）。

| 文字         | u    | e    | i    | o    |
| 短音で発音   | /ɜ/  |      |      |      |
| 短音+rで発音 | /ɜr/ | /ɜr/ | /ɜr/ | /ɜr/ |

- /ʃ/, /tʃ/, /dʒ/ に続く長音の u (+ r) は oo (+ r) のように発音される。すなわち /uː /（または /ʊər/）と発音され、/j/ は発音から除かれる。l および r に続く長音の u (+ r) の大多数も現在では同様である[13][14]。s に続く長音の u の多くも同様である[15]。他の子音でも続く長音の u にこの傾向が見られる[16]。
- w（および qu, wh）に続く短母音字の a, o はそれぞれ o, u のように発音される。すなわち、wa は w + o、wo は w + u のように発音され[17][18]、war は w + or、wor は w + ur のように発音される[19]。
- ほかにも多種の規則が見られ、
  - salt, cobalt, Albany, Malta のように al の部分は多くは長音で /ɔː l/ と発音される[20]。
  - boat, board のように oa/oar の部分は多くは長音の o/or （/oʊ/, /ɔər/）と同じように発音される[21]。
  - ea の綴りの発音はほぼ e に準じており、同様に、長母音（例えば cream、hear）と、短母音（例えば leather、pear）とがある。
- 綴り字からでは発音を判断できず、他言語話者は単語ごとに発音を覚える以外にないものも少なくない。例えば、
  - oo の短音の例は foot, hood, look。長音の例は boot、moon。
  - ow の発音は大多数は /aʊ/ または /oʊ/ だが両者は割合はほぼ等しい（例えば、allow /əlaʊ/、low /loʊ/）。
  - o（短母音）の発音の大多数は /ɒ/（北米では /ɑ/）だが（例えば dollar, conference, Hollywood）、w に続く以外でも /ʌ/ も少なくない（例えば ton, none, oven, onion, sponge, stomach, front, monkey, money, among, compass, London）。
  - u（短母音）の発音の大多数は /ʌ/ だが、/ʊ/ も少なくない（例えば bully, bullet, push, full, cushion, sugar）。
  - ou, our を、短音で u, ur のように /ʌ/, /ʌr/（/ɜ/, /ɜr/）と発音するものも少なくない（例えば country, cousin, trouble, rough, journal, courage）。
  - 外来語の発音を踏襲するものも少なくない（例えば machine, cuisine, casino, antique, quarantine の i /iː /、loupe, acoustic の ou /uː /、fete, crepe, mesa, bouquet, parquet の e /eɪ/[12]、Nike, karaoke の /ɪ/[12]、locale, morale の a /ɑː /）。

#### アクセントのない母音
英語ではアクセントの無い母音は弱化（曖昧化）し、「シュワー」/ə/（/ər/）として発音される。アクセントの来ない音節の核は曖昧母音になる。日本人にはアに近い音に聞こえることが多い。（例えば、syrup の /ə/、tutor の /ər/）
| 母音の発音   | /ə/  |
| 母音+rの発音 | /ər/ |

単語の中には品詞によって曖昧母音を用いる区別をもつものがある。
- 例： estimate /éstəmèit/（動詞） ↔ estimate /éstəmət/（名詞）

##### 曖昧母音の無音化
最終音節の曖昧母音となる母音字 e などで、子音 /m, n, l, r/ が続く場合に、その曖昧母音が無音化（脱落）する場合がある。この場合、続く子音が音節主音化する。
- 例： label, kitten, often

イギリスでは /r/ の場合には曖昧母音で発音される。

### アクセント
日本語などの高低アクセント (en:Pitch accent) とは異なり、英語はゲルマン語由来の強弱アクセント (en:Lexical stress)の言語である。ただし、強音は自然に高いピッチ・長めの音となる。

### 音節
日本語は開音節言語（母音が中心）であるが、英語は閉音節言語（子音が中心）である。音節構造は、 [Onset 開始部 + [Nucleus 音調核 (+ Coda 終結部)のようになっている。 [音調核＋終結部]の部分を韻という。

### 韻
韻（rhyme）は英語詩できわめて一般的で、ほとんど例外なく韻を踏んでいる。
例えば、シェイクスピアのソネット18（William Shakespeare Sonnet 18）。
Shall I compare thee to a summer’s day? (A)
Thou art more lovely and more temperate: (B)
Rough winds do shake the darling buds of May, (A)

And summer’s lease hath all too short a date: (B)
現代のポピュラー音楽の歌詞でも、韻は一般的である。以下はエリック・クラプトンの "Wonderful tonight" の1番である（Copyright 1977 Eric Clapton）。

It's late in the evening.
She's wondering what clothes to wear. (A)
She puts on her make-up and brushes her long blond hair. (A)
And then she asks me, "Do I look all right?" (B)
And I say, "Yes, you look wonderful tonight." (B)

## 形態論

### 形態素
- 自由形態素 (free morpheme)
  - 内容語（名詞、動詞、形容詞、副詞）
- 拘束形態素 (bound morpheme)
  - 機能語（英語版）（接辞、限定詞、接置詞、接続詞、補足詞）
- 活用 (inflection/declension) 時制・格・数・性の変化
- 派生 (derivation) 品詞の変化

### 造語
- 複合語 (Compound) (e.g., grandparent > grand + parent)
- 派生語 (Derivation) (e.g., disagree > dis- + agree) 階層的な構造を有している
- 略語 (Contraction) (e.g., fridge > refrigerator)
- かばん語 (e.g., smog > smoke + fog)

### 活用
- 異音 (Allophone)
  - 補足的分布 (complementary distribution)
    - "books", "bags", "resources"は、語尾の発音が [s], [z], [ɨz] とまったく異なるが、すべて複数形と認知される。

  - 自由変異 (free variation)
  - 対照的分布 (contrastive distribution)
- 異形態 (Allomorph)
  - "looked", "saw", "put"は、活用の仕方がまったく異なるが、すべて過去形 (Past tense)と認知される。

## 統語論

### 変形生成文法

#### 品詞
- 名詞 (Noun, N)
  - 代名詞 (Pronoun, Pron)
- 動詞 (Verb, V)
  - 助動詞 (Auxiliary verb, Aux)
- 形容詞 (Adjective, A または Adj)
  - 副詞 (Adverb, Adv) （大半は形容詞から派生したものが多く、品詞的役割も類似しているため、広い意味では形容詞に含まれる）
- 限定詞 (Determiner, D)
  - 冠詞 (Article)
- 前置詞 (Preposition, P)
- 接続詞 (Conjunction, Conj )
- 補足詞 (Complementizer, C)
- 助数詞 (Quantifier, Q)

#### 生成文法
語彙目録 (lexicon) にある各品詞が句構造規則 (Phrase Structure Rules) に従って線上に並び文法的に正しい文が生成される（言語には構造がある）。各文の構造の分解には、通常樹形図（階層的構造）が用いられる（紙面が限られている場合、 [ ]で単語をくくっていくこともある）。θ理論によって述語が持てる項 (argument) の数、項と述語の関係（主題役割）が規制される。以上の過程を経て、文法的にも意味的にも母語話者によって容認されうる文が生成される。
- 句構造規則 (Carnie 2002: 57) – 言語はいかに線的（一列に並ぶ）かがわかる。
  - S' → (C) S
  - S → {NP/S'} (T) VP
  - VP → (AP+) V (AP+) ({NP/S'}) (AP+) (PP+) (AP+)
  - NP → (D) (AP+) N (PP+)
  - PP → P (NP)
  - AP → (AP) A
  - XP → XP conj XP
  - X→ X conj X
  - X = S', S, V, N, P or A
  - ( )は必須でないことをあらわしている。
  - + は反復を表している。
  - 文の主語はSのNP
  - 文の対格（直接目的語）はVPのNP
  - 'は「バー」と読む。
- 構成素 (constituent) 検査 - 後に、Xバー理論で生きてくる。
  - 置き換え検査
  - 問いかけ検査
  - 移動検査
  - 接続検査
- 束縛理論 (Binding Theory) - 後に、意味役割理論（θ理論）に置き換えられる。
- Xバー理論 (X-bar Theory)
  - 指定部 Specifier - YP
  - 付加部 Adjunct - ZP
  - 補部 Complement - WP
  - 限定詞句 DP - DP → D'; D' → D NP
  - 補文 CP（S'に代わる指標）CP → C'; C' → C TP
  - 時制句 TP（Sに代わる指標）TP → DP（主語）T'; T' → T VP
  - X' = 中間投射（Xは変数；N, A, P, D, V, T, Cのいずれか）
  - θ基準
    - 述語 (Predicate)
    - 主題役割（動作主、非動作主、道具、主題、経験主、源泉、受取人）

  - 拡大投射原理 (EPP) - これによって、仮主語および天候の「it」（虚辞）がなぜ現れるかが証明される。また、これによって英語では必ず主語（TPの特定詞句）の位置に何かが音声的に表出することが義務付けられる。

#### 変形文法
端的にいうと、文は必ずD構造が変形したS構造であるという文法理論。名詞（句）および動詞（句）が句構造規則の枠組みを超えて上下に移動することを説明する理論。
- 疑問文
  - do-support (e.g., He speaks Japanese. → Does he speak Japanese?) – かなり特殊な現象といえる。古い時代には、Speaks he Japanese? のような語順で話していた。
  - 主語・動詞の倒置 (e.g., She is Japanese. → Is she Japanese?)
  - 疑問詞 (wh-) の移動 (e.g., Taro lives in Tokyo. → Where does Taro live?)
- 名詞句の移動
  - 受動態 (e.g., My mother called me. → I was called by my mother.)

## 関連書籍
- Carnie, Andrew (2002), Syntax, Blackwell. (ISBN 0631225447)
- 中島 平三 (1995) 『ファンダメンタル 英語学』ひつじ書房 (ISBN 4938669552)
- ...小野隆啓編著(2004）『英語の構造〜その奥に潜む原理』金星堂
- 吉田 孝夫、中田 康行（編1997) 『英語学の基礎』晃洋書房 (ISBN 4771009449)
- 大槻 博、山本 伸也、平嶋 順子 (2001) 『英語の構造と背景』燃焼社 (ISBN 4889780092)
- 奥田 隆一 (1999) 『英語観察学』鷹書房弓プレス (ISBN 4803404453)
- 安藤 貞雄、沢田 治美（編2001) 『英語学入門』開拓社 (ISBN 4758923035)
- 影山 太郎、日比谷 潤子、Brent de Chene (2003) First Steps in English Linguistics くろしお出版 (ISBN 4874242774)
- 江川 泰一郎 (1991) 『英文法解説』改訂3版；金子書房 (ISBN 4760820094)
- 浅田 寿男 (1997) 『英語学講義』新版；大学教育出版 (ISBN 4887302266)
- 稲木 昭子、堀田 知子、沖田 知子 (2002) 『新 えいご・エイゴ・英語学』第2版；松柏社 (ISBN 4775400045)
- 綿貫 陽、須貝 猛敏、宮川 幸久、高松 尚弘 (2000) 『ロイヤル英文法』改訂新版；旺文社 (ISBN 4010312785)
- 藤井 健夫、大島 新（編1999) 『ことばの世界』改訂第2版；大阪教育図書 (ISBN 4271116653)
- 西光 義弘（編） (1999) 『日英語対照による英語学概論』増補版；くろしお出版 (ISBN 4874241697)
- 鈴木 寛次 (1996) 『英語の本質』郁文堂 (ISBN 4261072157)
- 長谷川 瑞穂、脇山 怜（編1998) 『英語総合研究』改訂版、研究社出版 (ISBN 4327401196)
- 上野義和、森山智浩、福森雅史、李潤玉(2006) 『英語教師のための効果的語彙指導法 —認知言語学的アプローチ—』英宝社 (ISBN 4269660007)